# مون لي
مون لي (بالصينية: 李賽鳳) هي ممثلة صينية، ولدت في 14 فبراير 1965 في الصين.

## وصلات خارجية
- مون لي على موقع IMDb (الإنجليزية)
- مون لي على موقع قاعدة بيانات الفيلم (الإنجليزية)